# Sphaeromeria compacta
Sphaeromeria compacta là một loài thực vật có hoa trong họ Cúc. Loài này được (H.M.Hall) "A.H.Holmgren, L.M.Shultz & Lowrey" miêu tả khoa học đầu tiên năm 1976.